# Collège
Collège (fr., av lat. collégium), är i Belgien och Frankrike de offentliga undervisningsanstalter på sekundärstadiet som underhålls av de lokala förvaltningarna och får sina lärare avlönade av de lokala förvaltningarna, delvis med statsbidrag. Detta till skillnad från de franska lyceerna och de belgiska ateneerna, vilka väsentligen är statsanstalter och anses förnämligare än collèges.